# هویسینگتون (کانزاس)
هویسینگتون (به انگلیسی: Hoisington) شهری در ایالت کانزاس کشور ایالات متحده آمریکا است که جمعیت آن در سرشماری سال ۲۰۱۰ میلادی، ۲٬۷۰۶ نفر بوده‌است.